# 柑橘木虱
柑橘木虱（学名：Diaphorina citri）又称亚洲柑橘木虱，是半翅目木虱科呆木虱属的一种昆虫。它是一种全球性的柑橘害虫，作为韧皮部杆菌属细菌的传播媒介，引起柑橘黄龙病。此外，柑橘木虱还能通过取食植物韧皮部汁液造成植物营养丢失；排泄蜜露诱发霉菌生长及阻碍植物光合作用等方式影响柑橘正常生长发育。